# Třída Los Angeles
Třída Los Angeles je třída amerických rychlých útočných ponorek s jaderným pohonem z doby studené války. Jejich hlavním úkolem bylo ničení sovětských ponorek a doprovod úderných svazů amerických letadlových lodí. Mohou být využity též k boji proti ponorkám, lodím a pozemním cílům, minování, provádění špionážních výsadků či ke špionáži.

## Stavba

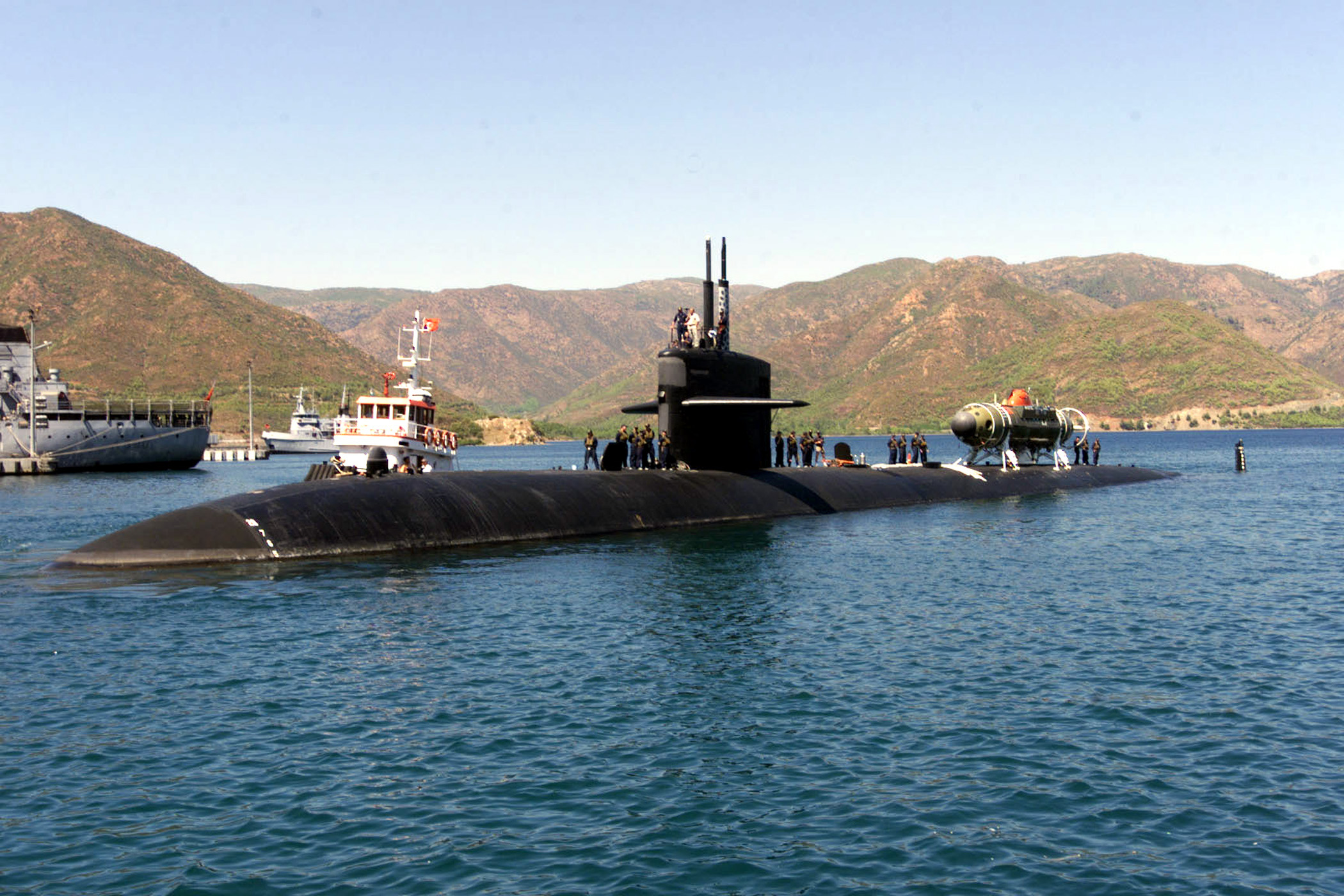
USS Dallas v Turecku. Na zádi nese záchranné plavidlo Mystic (DSRV-1)

V letech 1972–1996 bylo postaveno celkem 62 ponorek této třídy, z nichž většina je ve službě dodnes (celkem 41 jednotek k roku 2014). Stále se jedná o nejpočetnější třídu jaderných ponorek na světě. S výjimkou ponorky USS Hyman G. Rickover jsou všechny jednotky této třídy pojmenovány po amerických městech. V roce 1990 stála jedna tato ponorka 900 milionů amerických dolarů.
Jednotky třídy Los Angeles:
| Název                            | Loděnice         | Spuštěna na vodu   | Uvedena do služby  | Poznámka |
| -------------------------------- | ---------------- | ------------------ | ------------------ | --- |
| Los Angeles (SSN-688)            | Newport News     | 6. dubna 1974      | 13. listopadu 1976 | Vyřazena 4. února 2011.                                                                                             |
| Baton Rouge (SSN-689)            | Newport News     | 26. dubna 1975     | 25. června 1977    | Vyřazena 13. ledna 1995.                                                                                            |
| Philadelphia (SSN-690)           | General Dynamics | 19. října 1974     | 25. června 1977    | Vyřazena 25. června 2011.                                                                                           |
| Memphis (SSN-691)                | Newport News     | 3. dubna 1976      | 17. prosince 1977  | Vyřazena 1. dubna 2011.                                                                                             |
| Omaha (SSN-692)                  | Newport News     | 21. února 1976     | 11. března 1978    | Vyřazena 5. října 1995.                                                                                             |
| Cincinnati (SSN-693)             | Newport News     | 19. února 1977     | 10. června 1978    | Vyřazena 29. července 1996.                                                                                         |
| Groton (SSN-694)                 | General Dynamics | 9. října 1976      | 8. července 1978   | Vyřazena 7. listopadu 1997.                                                                                         |
| Birmingham (SSN-695)             | Newport News     | 29. října 1976     | 16. prosince 1978  | Vyřazena 22. prosince 1977.                                                                                         |
| New York City (SSN-696)          | General Dynamics | 18. června 1977    | 3. března 1979     | Vyřazena 30. dubna 1997.                                                                                            |
| Indianapolis (SSN-697)           | General Dynamics | 30. července 1977  | 5. ledna 1980      | Vyřazena 22. prosince 1998.                                                                                         |
| Bremerton (SSN-698)              | General Dynamics | 22. července 1978  | 28. března 1981    | Vyřazena 21. května 2021.                                                                                           |
| Jacksonville (SSN-699)           | General Dynamics | 18. listopadu 1978 | 16. května 1981    | Vyřazena 16. listopadu 2021.                                                                                        |
| Dallas (SSN-700)                 | General Dynamics | 28. dubna 1979     | 18. července 1981  | Vyřazena 4. dubna 2018.                                                                                             |
| La Jolla (SSN-701)               | General Dynamics | 11. srpna 1979     | 30. září 1981      | Vyřazena 15. listopadu 2019, v letech 2015–2019 přestavěna na stacionární cvičnou loď (MTS – Moored Training Ship). |
| Phoenix (SSN-702)                | General Dynamics | 8. prosince 1979   | 19. prosince 1981  | Vyřazena 29. července 1998.                                                                                         |
| Boston (SSN-703)                 | General Dynamics | 19. dubna 1980     | 30. ledna 1982     | Vyřazena 19. listopadu 1999.                                                                                        |
| Baltimore (SSN-704)              | General Dynamics | 13. prosince 1980  | 24. července 1982  | Vyřazena 10. července 1998.                                                                                         |
| City of Corpus Christi (SSN-705) | General Dynamics | 25. dubna 1981     | 8. ledna 1983      | Vyřazena 3. srpna 2017.                                                                                             |
| Albuquerque (SSN-706)            | General Dynamics | 13. března 1982    | 21. května 1983    | Vyřazena 27. února 2017.                                                                                            |
| Portsmouth (SSN-707)             | General Dynamics | 18. září 1982      | 1. října 1983      | Vyřazena 10. září 2004.                                                                                             |
| Minneapolis-Saint Paul (SSN-708) | General Dynamics | 19. března 1983    | 10. března 1984    | Vyřazena 28. srpna 2008.                                                                                            |
| Hyman G. Rockover (SSN-709)      | General Dynamics | 27. srpna 1983     | 21. července 1984  | Vyřazena 14. prosince 2006.                                                                                         |
| Augusta (SSN-710)                | General Dynamics | 21. ledna 1984     | 19. ledna 1985     | Vyřazena 11. února 2009.                                                                                            |
| San Francisco (SSN-711)          | Newport News     | 27. října 1979     | 24. dubna 1981     | Vyřazena 15. května 2022, v letech 2017–2022 přestavěna na stacionární cvičnou loď.                                 |
| Atlanta (SSN-712)                | Newport News     | 16. srpna 1980     | 6. března 1982     | Vyřazena 16. prosince 1999.                                                                                         |
| Houston (SSN-713)                | Newport News     | 21. března 1981    | 25. září 1982      | Vyřazena 26. srpna 2016.                                                                                            |
| Norfolk (SSN-714)                | Newport News     | 31. října 1981     | 21. května 1983    | Vyřazena 11. prosince 2014.                                                                                         |
| Buffalo (SSN-715)                | Newport News     | 8. května 1982     | 5. listopadu 1983  | Vyřazena 30. ledna 2019.                                                                                            |
| Salt Lake City (SSN-716)         | Newport News     | 16. října 1982     | 21. května 1984    | Vyřazena 15. ledna 2006.                                                                                            |
| Olympia (SSN-717)                | Newport News     | 30. dubna 1983     | 17. listopadu 1984 | Vyřazena 5. února 2021                                                                                              |
| Honolulu (SSN-718)               | Newport News     | 24. září 1983      | 6. července 1985   | Vyřazena 2. listopadu 2007.                                                                                         |
| Providence (SSN-719)             | General Dynamics | 4. srpna 1984      | 27. července 1985  | Vyřazena 22. srpna 2022.                                                                                            |
| Pittsburgh (SSN-720)             | General Dynamics | 8. prosince 1984   | 23. listopadu 1985 | Vyřazena 15. dubna 2020.                                                                                            |
| Chicago (SSN-721)                | Newport News     | 13. října 1984     | 27. října 1986     | Vyřazena 21. července 2023.                                                                                         |
| Key West (SSN-722)               | Newport News     | 20. července 1985  | 12. září 1987      | Aktivní. |
| Oklahoma City (SSN-723)          | Newport News     | 2. listopadu 1985  | 9. července 1988   | Vyřazena 9. září 2022.                                                                                              |
| Louisville (SSN-724)             | General Dynamics | 14. prosince 1985  | 8. listopadu 1986  | Vyřazena 9. března 2021.                                                                                            |
| Helena (SSN-725)                 | General Dynamics | 28. června 1986    | 11. července 1987  | Vyřazena 25. července 2025.                                                                                         |
| Newport News (SSN-750)           | Newport News     | 15. března 1986    | 3. června 1989     | Aktivní. |
| San Juan (SSN-751)               | General Dynamics | 6. prosince 1986   | 6. srpna 1988      | Aktivní. |
| Pasadena (SSN-752)               | General Dynamics | 12. září 1987      | 11. února 1989     | Aktivní. |
| Albany (SSN-753)                 | Newport News     | 13. června 1987    | 7. dubna 1990      | Aktivní. |
| Topeka (SSN-754)                 | General Dynamics | 23. ledna 1988     | 21. října 1989     | Aktivní. |
| Miami (SSN-755)                  | General Dynamics | 12. listopadu 1988 | 30. června 1990    | Vyřazena 28. března 2014.                                                                                           |
| Scranton (SSN-756)               | Newport News     | 3. července 1989   | 26. ledna 1991     | Aktivní. |
| Alexandria (SSN-757)             | General Dynamics | 23. června 1990    | 29. června 1991    | Aktivní. |
| Asheville (SSN-758)              | Newport News     | 24. února 1990     | 28. září 1991      | Aktivní. |
| Jefferson City (SSN-759)         | Newport News     | 17. srpna 1990     | 29. února 1992     | Aktivní. |
| Annapolis (SSN-760)              | General Dynamics | 18. května 1991    | 11. dubna 1992     | Aktivní. |
| Springfield (SSN-761)            | General Dynamics | 4. ledna 1992      | 9. ledna 1993      | Aktivní. |
| Columbus (SSN-762)               | General Dynamics | 1. srpna 1992      | 24. července 1993  | Aktivní. |
| Santa Fe (SSN-763)               | General Dynamics | 1. prosince 1992   | 8. ledna 1994      | Aktivní. |
| Boise (SSN-764)                  | Newport News     | 23. března 1991    | 7. listopadu 1992  | Aktivní. |
| Montpelier (SSN-765)             | Newport News     | 23. srpna 1991     | 13. března 1993    | Aktivní. |
| Charlotte (SSN-766)              | Newport News     | 3. října 1992      | 16. září 1994      | Aktivní. |
| Hampton (SSN-767)                | Newport News     | 3. dubna 1992      | 6. listopadu 1993  | Aktivní. |
| Hartford (SSN-768)               | General Dynamics | 4. prosince 1993   | 10. prosince 1994  | Aktivní. |
| Toledo (SSN-769)                 | Newport News     | 28. srpna 1993     | 24. února 1995     | Aktivní. |
| Tucson (SSN-770)                 | Newport News     | 20. března 1994    | 18. srpna 1995     | Aktivní. |
| Columbia (SSN-771)               | General Dynamics | 24. září 1994      | 9. října 1995      | Aktivní. |
| Grenville (SSN-772)              | Newport News     | 17. září 1994      | 16. února 1996     | Aktivní. |
| Cheyenne (SSN-773)               | Newport News     | 16. dubna 1995     | 13. září 1996      | Aktivní. |

## Konstrukce

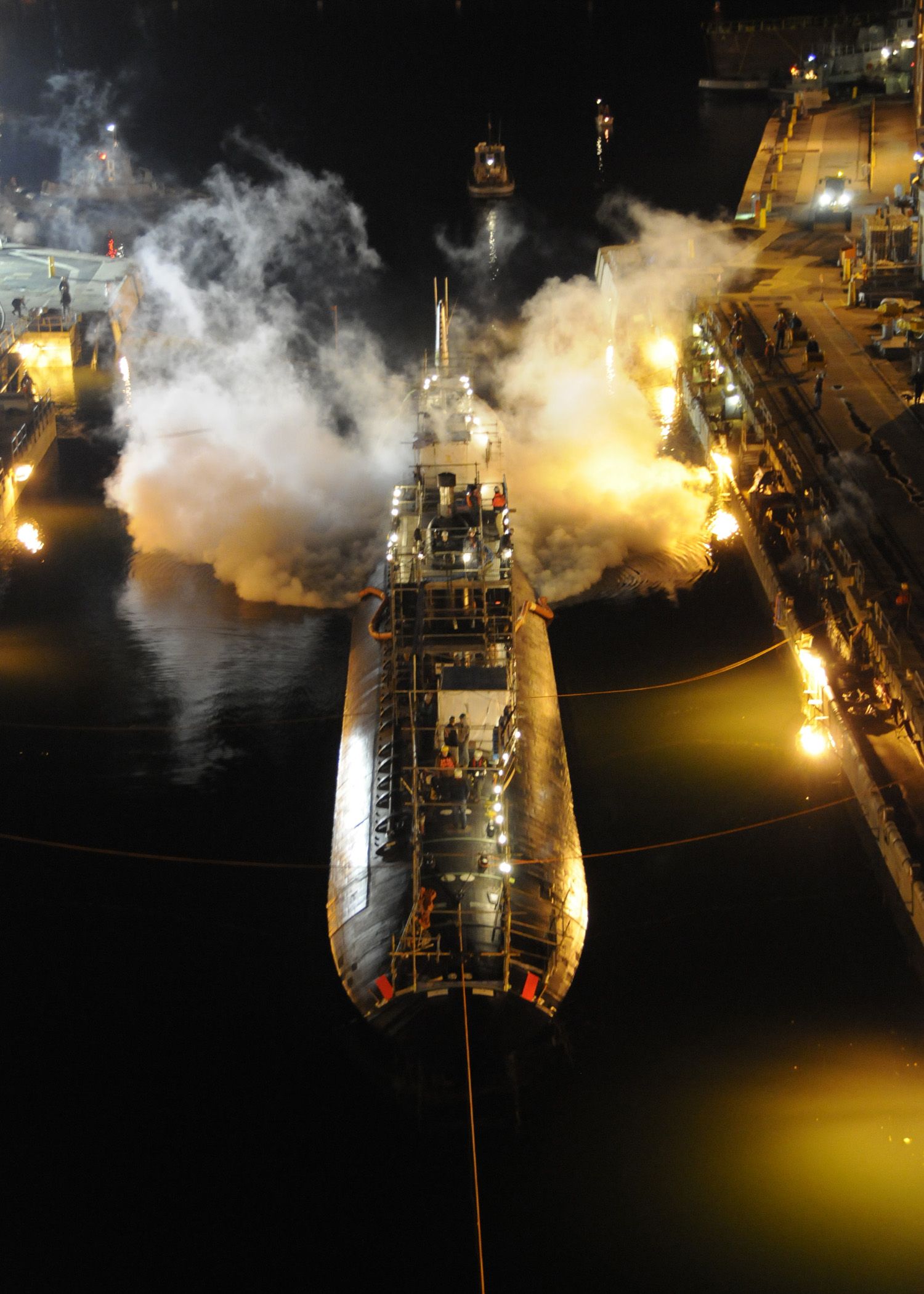
USS Miami byla během oprav zničena požárem

Třída Los Angeles byla navržena jako následovník předcházející třídy Sturgeon. Oproti ní je opět o něco tišší a má výkonnější pohonný systém. V její konstrukci je opět použita speciální ocel HY-80. Výzbroj představují čtyři 533mm torpédomety, ze kterých mohou být vypouštěna torpéda MK-48, protilodní střely UGM-84 Harpoon, střely s plochou dráhou letu BGM-109 Tomahawk či miny. Posledních 31 jednotek této třídy (SSN 719-750) nese v přídi dalších 12 vertikálních vypouštěcích sil (VLS) pro střely Tomahawk. V přídi je rovněž umístěn výkonný sonar typu BQQ-5.
Posledních 23 ponorek (SSN 751-773) bylo postaveno v modernizované verzi a jsou tak označovány jako 688i (improved). Jsou tišší, nesou modernější elektroniku a jsou lépe vybavené pro operace v Arktidě.
Pohonný systém tvoří jaderný reaktor typu S6G a dvě turbíny. Lodní šroub je jeden. Při plavbě pod hladinou dosahují ponorky třídy Los Angeles rychlosti až 31 uzlů. Značný důraz je kladen rovněž na obtížnou zjistitelnost ponorky při plavbě pod hladinou.